# SKA Neftjanik

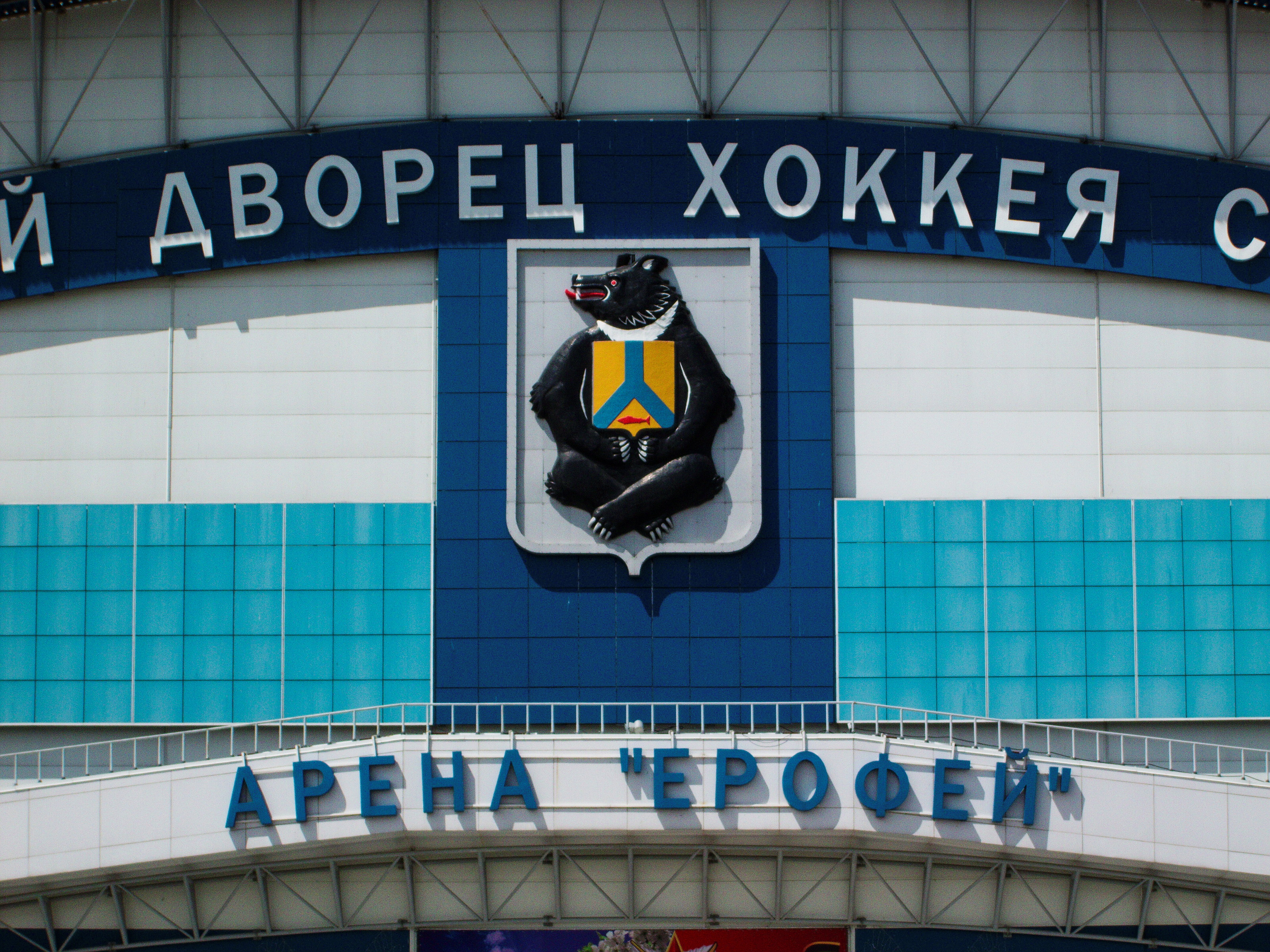
Laget spelar i Jerofej Arena

SKA-Neftianik (СКА-Нефтяник) är en rysk bandyklubb som spelar i den Ryska ligan i bandy. SKA-Neftianik skapades genom en sammanslagning av SKA Chabarovsk och Neftianik, efter att den senare klubben uppnådde avancemang till högsta divisionen.

## 2012/2013
SKA-Neftianiks trupp säsongen 2012/2013:
- Tränare: Michail Jurjev,  Ryssland

| Pos. | Nr | Spelare              | Nationalitet       |
| ---- | -- | -------------------- | ------------------ |
| MV   | 1  | Oleg Andriusjtjenko  | Ryssland           |
| MV   | 20 | Sergej Sablin        | Ryssland           |
| MV   | 27 | Viktor Jasjin        | Ryssland           |
| F    | 3  | Maksim Matvejev      | Ryssland           |
| F    | 4  | Stefan Edberg        | Sverige            |
| F    | 18 | Dmitrij Popov        | Ryssland           |
| F    | 25 | Sergej Gortjakov     | Ryssland Kazakstan |
| F    | 50 | Dmitrij Razuvajev    | Ryssland           |
| F    | 89 | Maksim Rjazanov      | Ryssland           |
| MF   | 6  | Anton Oppenlender    | Ryssland           |
| MF   | 7  | Michail Tyko         | Ryssland           |
| MF   | 8  | Tobias Holmberg      | Sverige            |
| MF   | 10 | Vjatjeslav Vdovenko  | Ryssland           |
| MF   | 14 | Jevgenij Korev       | Ryssland           |
| MF   | 17 | Sergej Sjvirev       | Ryssland           |
| MF   | 23 | Dmitrij Starikov     | Ryssland           |
| MF   | 33 | Kliment Tarasenko    | Ryssland           |
| MF   | 77 | Vjatjeslav Markin    | Ryssland           |
| FW   | 5  | Stanislav Ismagilov  | Ryssland           |
| FW   | 7  | Jevgenij Stebletsov  | Ryssland           |
| FW   | 13 | Jegor Sjitsko        | Ryssland           |
| FW   | 29 | Christian Mickelsson | Sverige            |
| FW   | 71 | Sergej Potjkunov     | Ryssland           |